# Kešinci
Kešinci – wieś w Chorwacji, w żupanii osijecko-barańskiej, w gminie Semeljci. W 2011 roku liczyła 834 mieszkańców.